# Windheim (Adelsgeschlecht)

Wappen derer von Windheim

Windheim (auch: van Wintheim oder von Wintheim) war der Name einer seit 1303 bekundeten Patrizier-Familie in Hannover, die über mehrere Jahrhunderte Kaufleute, Ratsherren und Bürgermeister in der Stadt stellte. Seit 1750 wurde die Familie zum Adel gezählt. Die Familie zählte ähnlich wie das Adelsgeschlecht von Anderten oder die Patriziergeschlechter Türke und Volger zu den angesehenen Familien Hannovers, ähnlich wie die späteren Hübschen Familien.

## Geschichte
Die Windheim entlehnen ihren Namen von dem Kirchdorf Windheim an der Weser. Mit Rodolfus de Winthem wurde das Geschlecht im Jahre 1304 erstmals urkundlich genannt. Mit dem Hannoveraner Neubürger Conradus de Wintem, urkundlich im Jahre 1333, beginnt die durchgängige Stammreihe der Familie. Um 1400 gehörten die Windheim der Wollenweberzunft an. Später wurde die Familie sowohl in Niedersachsen als auch in Sachsen landsässig. Seit etwa 1750 werden die Windheim zum Adel gezählt.
Eine Archivalien-Sammlung der Familie Wintheim findet sich als Nachlass heute im Stadtarchiv Hannover.

## Güterbesitz
Zum historischen Güterbesitz des Geschlechts gibt Ledebur einen groben Überblick:
- in Hannover: Campenhoff und Holtzheim
- in Sachsen: Ermsleben, Wegeleben und Wilsleben

## Wappen
Das Wappen (ältestes Siegel von 1400) zeigt in Silber drei ineinandergeschlungene schwarze Ringe, der oberste offen. Auf dem Helm mit schwarz-silbernen Decken die drei Ringe zwischen einem offenen, von Silber und Schwarz übereck geteilten Flug.

## Bekannte Familienmitglieder

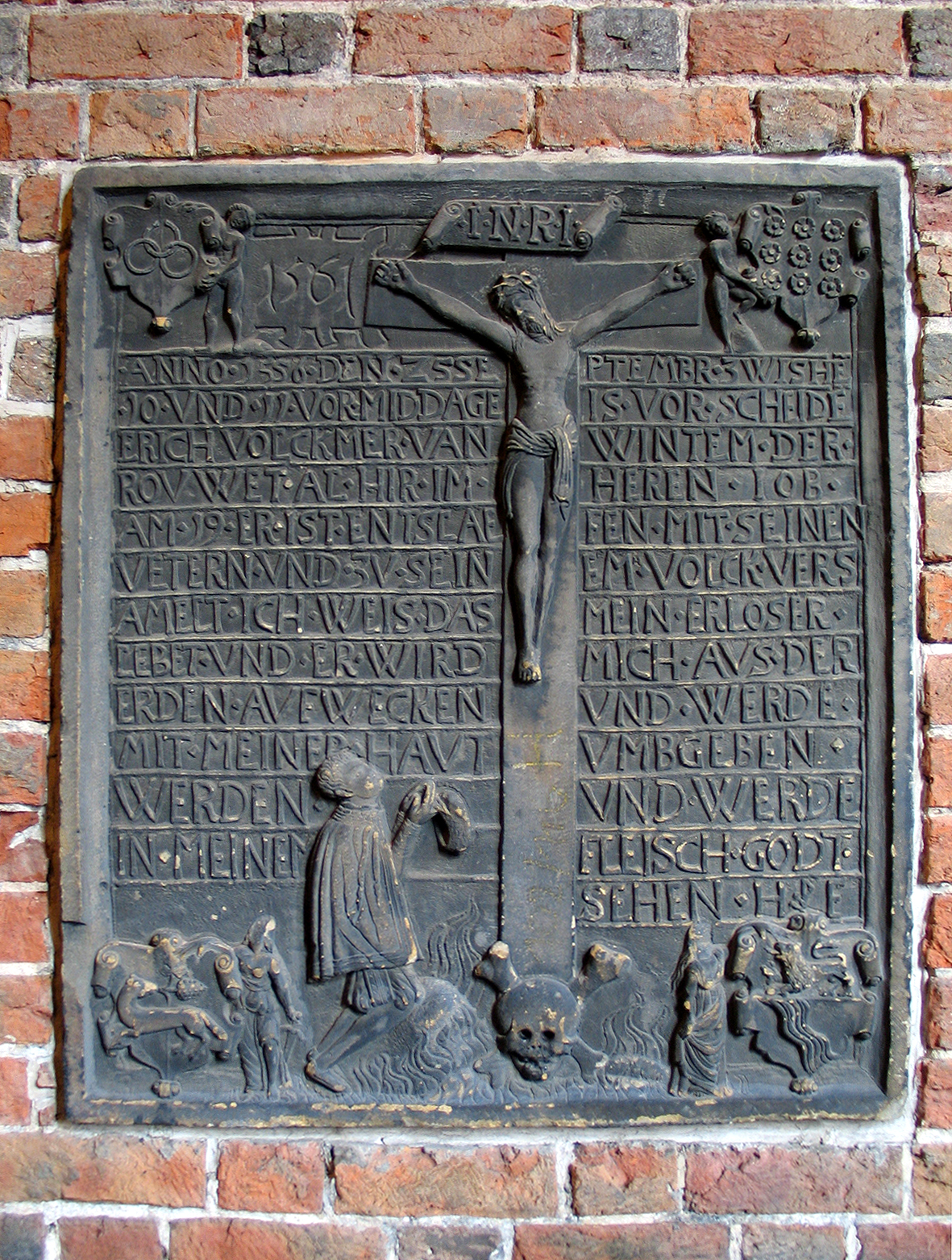
Epitaph für Volckmer van Wintheim († 1561) an der Marktkirche von Hannover

- Diderik von Wintheim, Bürgermeister von Hannover von 1464 bis 1485[1]
- Ilse von Wintheim († 1598), heiratete den Bürgermeister Hermann Bartels[9]
- Ilse von Wintheim († 1605), heiratete ebenfalls Hermann Bartels[9]
- Johannes von Wintheim (1618–1677), Bürgermeister von Hildesheim
- Anton Levin von Wintheim (1642–1702), Bürgermeister von Hannover[1]
- Emerantia Gertrud von Wintheim, Tochter des Patriziers Erich von Wintheim. heiratete den herzoglichen Oberbaumeister, primus architectus und Wasseringenieur Girolamo Sartorio[10]
- Christian Ernst von Windheim (1722–1766), evangelischer Theologe und Orientalist
- August Friedrich von Windheim († 1777), neumärkischer Regierungspräsident[8]
- Conrad Christian Heinrich von Windheim († 1801), Regierungspräsident zu Brieg[8]
- Wilhelm von Windheim (1781–1847), preußischer Generalmajor
- Gebhard von Windheim (1851–1925), deutscher Generalleutnant
- Paul von Windheim (1854–1912), preußischer Generalleutnant
- Ludwig von Windheim (1857–1935), preußischer Beamter, Oberpräsident der Provinzen Hessen-Nassau (1903–1907), Ostpreußen (1907–1914) und Hannover (1914–1917)
- Horst von Windheim (1886–1935), Verwaltungsbeamter und Landrat mehrerer Landkreise
- Ernst von Windheim (1891–1945), deutscher Landrat[11]
- Dorothee von Windheim (* 1945), deutsche bildende Künstlerin

## Ehrungen
Die 1914 angelegte „Windheimstraße“ im Stadtteil Linden-Nord wurde nach der Ratsfamilie benannt.

## Sekundärliteratur
- Werner Constantin von Arnswaldt: Grabdenkmale an der Nicolai-Capelle zu Hannover. In: Familiengeschichtliche Blätter. Bd. 8, 1910, S. 42–43 u. Bildtafel.
- Otto von Dassel: Familiendenkmäler in der Stadt Hannover. In: Familiengeschichtliche Blätter. Band 3, Jg. 6, 1908, S. 65–66; Jg. 7, 1909, S. 212–213.
- Irmgard Henning: Släkthistoria. Uppsala 1969.
- Hans Mahrenholtz: Die Oberpräsidenten der Provinz Hannover und ihre Familien. In: Norddeutsche Familienkunde. 32, 1983, S. 73–83.